# 微分幾何学
数学における微分幾何学（びぶんきかがく、ドイツ語: Differentialgeometrie、英語：differential geometry）とは微分を用いた幾何学の研究である。また、可微分多様体上の微分可能な関数を取り扱う数学の分野は微分位相幾何学（びぶんいそうきかがく、ドイツ語: Differentialtopologie、英語: differential topology）とよばれることがある。微分方程式の研究から自然に発生したこれらの分野は互いに密接に関連しており、特に一般相対性理論をはじめとして物理学に多くの応用がある。これらは可微分多様体についての幾何学を構成しているが、力学系の視点からも直接に研究される。

## 微分幾何学の道具立て
微分幾何学における基本的な問題意識は多様体上の微分である。これには多様体、接束、余接束、外微分、p-次元部分多様体上のp-形式の積分、ストークスの定理、ウェッジ積、リー微分などの研究が含まれることになる。これらはみな多変数の微積分と関連しているが、幾何学的な理論に応用するために特定の座標系によらずに意味を持つような形で定式化されなければならない。微分幾何学に特徴的な概念によって、二階の導関数の持つ幾何学的な性質、特に曲率の多くの側面が体現されるといえるだろう。

## 微分位相幾何学
微分位相幾何学では多様体上の滑らかな構造のみに起因するような構造や性質が調べられる。滑らかな多様体は付加的な幾何構造を付与されてしまった多様体よりも柔軟な対象である。付加的な構造は微分位相幾何学的には可能な変形や同値関係の存在に対する障害になることがある。例えば体積やリーマン曲率は一つの滑らかな多様体上の異なった幾何構造を区別する不変量になりうる。つまり、多様体を滑らかに「引き延ばす」ことができるとしてもそれによって空間が変形されてしまい曲率や体積が影響を受けるということがありうる。
逆に、滑らかな多様体は位相多様体と比較すればより厳しい構造をもっている。ある種の位相多様体は滑らかな構造を持ち得ない（ドナルドソンの定理）し、ある種のものは相異なる複数の滑らかな構造を持ちうる（例えば異種球面）。滑らかな多様体から得られる構成のうち、接束のように（追加の考察をすることで）位相多様体に対しても実現可能なものもあるが、そうでないものもある。

## 内在的な定式化と外在的な定式化
19世紀の初めから中頃まで、微分幾何は外在的な視点に立って研究されていた。外在的な視点とは、（曲面としてはじめから三次元の空間の中に実現されているものを考えるように）曲線や曲面を、より高い次元のユークリッド空間の中におかれたものとして見ることである。特に単純な部分は曲線の微分幾何学に関する結果である。
これに対し、リーマンによる研究を基点として、問題とする幾何学的対象を一個の自立したものとして考え、その「外に出る」ことを要請しない、内在的な視点が発展してきた。この内在的な視点は、外在的な視点に比べ、より柔軟なものである。例えば相対性理論においては、時空（その「外側」の意味は全く明らかではない）を外在的な方法によって自然に捉えられないため、内在的な方法は便利である。しかし内在的な視点のもとでは曲率や接続などの中心的な概念を定義することが見かけ上困難になるという代償を払わなければならない。
これら二つの視点は融和させることが可能であり、外在的な幾何とは、内在的に定められた幾何学的対象に付加的な構造を付与することだとも考えられる。ナッシュの埋め込み定理も参照のこと。

## 微分幾何学の分野

### リーマン幾何学
リーマン幾何学では、滑らかな多様体に線素の長さの概念を付け加えてごく微小な範囲ではユークリッド空間のような構造をあたえられたリーマン多様体が主要な研究対象となる。リーマン多様体上では関数の勾配、ベクトル場の発散や曲線の長さなど様々なユークリッド幾何の概念が（大域的な対称性を落とすことによって）一般化される。リーマン曲率テンソルがリーマン多様体の各点に対して定まり、これによって多様体がどれだけ平坦かをはかることができる。
リーマン多様体の概念をさらに一般化し、各点での接ベクトル空間にノルムが定義されている状況を考えるフィンスラー幾何学が得られる。

### シンプレクティック幾何学
シンプレクティック幾何学では、シンプレクティック形式（つまり、非退化で反対称な2次閉形式）があたえられたシンプレクティック多様体（偶数次元でなければならない）が主要な研究対象になる。リーマン幾何学と異なり、次元が同じシンプレクティック多様体の局所的な構造はすべて同じになり（ダルブーの定理）、したがって本質的に問題になるのは大域的な構造だということになる。

### 複素幾何学
複素微分幾何では複素多様体が研究される。概複素構造とよばれる接ベクトル場準同型（つまり(1, 1) 型のテンソル）J: TM → TM でその自乗が -1 倍作用であるようなものを持つ実多様体 M は概複素多様体とよばれる。概複素多様体のうちで概複素構造 J の「ねじれ」を表すNijenhuisテンソル NJ が消えているようなものは複素多様体とよばれる。この条件は正則なアトラスの存在と同値になる。
複素多様体 (M, J) に対し、さらにリーマン計量g で概複素構造 J と両立するものを考え、g の「ねじれ」ω(X, Y) = g(JX, Y) が閉形式になっているならば (M, J, g) はケーラー多様体とよばれる。ケーラー多様体は特に複素多様体であり、またシンプレクティック多様体にもなっている。滑らかな複素代数多様体として様々なケーラー多様体の例があたえられる。
マキシム・コンツェビッチによるミラー対称性の定式化からはシンプレクティック幾何学と複素幾何学の間に対応がつくことが予想されている。

## 関連書籍
- 丹野修吉：「多様体の微分幾何学」、実教出版、ISBN 978-4-407-02163-9 (1976年3月25日).